# Indokína (film)
Az Indokína (eredeti cím: Indochine) 1992-ben bemutatott francia történelmi filmdráma, melyet Régis Wargnier rendezett. A főbb szerepekben Catherine Deneuve, Vincent Pérez, Linh Dan Pham, Jean Yanne és Dominique Blanc látható.

## Cselekmény
Családtörténeti tabló Indokína végnapjairól: Éliane édesapjával és fogadott lányával, Camille-lal él a kaucsukfa-ültetvényükön. Éliane beleszeret egy francia tengerésztisztbe, Jean-Baptiste-ba. A rangon aluli kapcsolat szülői ellenállás és beavatkozás következtében megszakad. 
Később Camille egy véletlen folytán szintén megismerkedik Jean-Baptiste-al, akiről azt hiszi, egy merénylet során megmentette az életét. Észlelve lánya vonzalmát a volt szeretője iránt, Éliane a kapcsolat kibontakozásának megakadályozására kieszközöli a férfi áthelyezését az ország peremterületére. Camille erről értesülve azonban elszökik, hogy felkereshesse.

## Szereplők
| Szerep                                 | Színész                                | Magyar hang   |
| -------------------------------------- | -------------------------------------- | ------------- |
| Éliane Devries                         | Catherine Deneuve                      | Fehér Anna    |
| Jean-Baptiste Le Guen                  | Vincent Pérez                          | Rátóti Zoltán |
| Camille                                | Linh Dan Pham                          | Gubás Gabi    |
| Guy Asselin                            | Jean Yanne                             | Balázs Péter  |
| Yvette                                 | Dominique Blanc                        | Vándor Éva    |
| Émile                                  | Henri Marteau                          |               |
| Castellani                             | Carlo Brandt                           | Balkay Géza   |
| Tengernagy                             | Gérard Lartigau                        | Szokolay Ottó |
| Raymond                                | Hubert Saint-Macary                    | Németh Gábor  |
| Hebrard                                | Andrzej Seweryn                        |               |
| Thành, Camille férje                   | Éric Nguyen                            | Lippai László |
| Étienne (Jean-Baptiste és Camille fia) | Jean-Baptiste Huynh (felnőttként)      | Bolba Tamás   |
| Étienne (Jean-Baptiste és Camille fia) | Nguyen Tran Quang Johnny (gyermekként) |               |
| Sen, Éliane szolgálója                 | Mai Châu                               | Zsurzs Kati   |
| Sao                                    | Như Quỳnh                              | Szabó Éva     |

## Fontosabb díjak és jelölések
Oscar-díj (1993)
- díj: legjobb idegen nyelvű film[5]
- jelölés: legjobb női főszereplő (Catherine Deneuve)[5]

BAFTA-díj (1994)
- jelölés: legjobb nem angol nyelvű film[5]

Golden Globe-díj (1993)
- díj: legjobb idegen nyelvű film[5]